# Маріка улугуруйська
Ма́ріка улугуруйська (Cinnyris loveridgei) — вид горобцеподібних птахів родини нектаркових (Nectariniidae). Ендемік Танзанії. Вид названий на честь американського герпетолога Артура Лавбріджа.

## Опис
Довжина птаха становить 11 см. У самців голова і верхня частина тіла зелені, металево-блискучі. Нижня частина тіла оранжево-червона, відокремлена від зеленого горла фіолетовою смугою. На плечах жовті плямки. Крила темно-коричневі, края крил зеленуваті. У самиць верхня частина тіла зеленувато-оливкова, голова і горло сіруваті, нижня частина тіла жовта.

## Поширення і екологія
Улугуруйські маріки є ендеміками гір Улугуру. Вони живуть у вологих гірських тропічних лісах і високогірних чагарникових заростях. Зустрічаються на висоті від 1200 до 2560 м над рівнем моря.

## Поведінка
Улугуруйські маріки зустрічавються поодинці, парами або невеликими зграйками, іноді приєднуються до змішаних зграй птахів. Живляться нектаром і комахами. Сезон розмноження триває з серпня по березень. Гнізда закриті, розміщуються на деревах. В кладці 2-3 яйця. Насиджують лише самиці.

## Збереження
МСОП класифікує цей вид як такий, що перебуває під загрозою зникнення. За оцінками дослідників, популяція улугуруйських марік становить близько 37 тисяч птахів. Їм загрожує знищення природного середовища.